# Бойково
Бойково е село в Южна България. То се намира в община Родопи, област Пловдив.
Разположено е на най-северните склонове на рида Чернатица в планински район на централните Родопи.

## География

### Разположение
Село Бойково се намира в планински район на централните Родопи, на 27 km от Пловдив. Разположено е на най-северните склонове на рида Чернатица, на надморска височина 1106 m. Най-близките върхове са Средня (връх) (1543 m), Крив Камък (връх) (1108 m) и Градище (връх) (1607 m). Най-близките населени места са Плочник на 2.8 км южно, Дедево на 3.2 км източно. Най-близкият административен център е Пловдив на 27 км.
В селото има 520 къщи и 900 вили. Вилната зона обхваща 1500 дка, а регулацията на селото е около 1000 дка.

### Климат
Село Бойково се намира в планинска климатична област, като климатът е мек, с прохладно лято и сравнително мека зима с много сняг. Разположението на селото е такова, че е защитено от силни, студени ветрове.
Според европейски проучвания въздухът в района на село Бойково, Дедево и Плочник е един от най-чистите в цяла Европа, като само на още 2 места в Европа има подобно качество на въздуха.

## История
Множеството параклиси и имена на местности разказват за наличието на селище опреди османското нашествие, в годините на Второто българско царство. Селото е създадено след обединението на множество колибарски махали и родове. Има две основни легенди за създаването на селото:
В първата легенда се говори за дядо Драган, грижил се за тримата си внуци (Бойко, Явор и Сотир), останали сираци. След дълги години на работа в Беломорието, възрастния човек се заселва в северните скатове на Орфеевата планина. Там израстват внуците му. Бойко основава село Бойково, Явор прави това на мястото, където днес е село Яворово, а Сотир – село Сотир(Храбрино). След отделянето си внуците посещавали дядо си. Така юртата получава името Дедово.
Друга легенда разказва, че поради епидемията от чума, която мори всичко, Бойко предлага и осъществява преместването на селото на сегашното му място. Селото бива кръстено на него.
Името на селото е записано в националния летопис.
В близост до селото се намират крепостта срещу нашествениците „Калето“, крепостните стени южно от селото „Свети Дух“, крепостта на богомилите „Свети Врач“
Началото на просветното дело в Бойково е положено през 1835 година от момчиловския учител Васил Аврамов, когато започва изграждането на училище и църква. Един от първите ученици е Андрей Радославов, който по-късно става учител.
Читалищната дейност в село Бойково се заражда паралелно с училищната. Официално читалище „Здравец“ e факт от 1911 година. През 1972 година е построена новата читалищна сграда, със салон за театрална дейност и библиотека с над 8000 заглавия. През годините читалището е носило и името „Атанас Деведжиев“
Хора от Бойково активно участват в Априлското въстание. Там е организиран Революционен комитет, основан от Захари Стоянов, начело с учителя Величко Илиев. Избити са 16 от първенците му. Цялото село е напълно изгорено.

### История на църквата Свети Атанас
Църквата „Свети Атанасий“ или „Свети Атанас“ е построена през 1835 – 1838 година. Тя е една от най-ранните в Тъмръшката нихия и много по-ранна от всички пловдивски църкви. Издигната е на една от най-високите точки на селото, което е в разрез с хатишерифа – законът на империята.
За построяването на църквата Свети Атанас в селото, има заслуга Атанас Калмуков – Гюмуш Гердан. Същият е доверено лице на султана, по чиято препоръка е построена фабриката в село Дермен дере. Майката на Атанас е от Бойково. Tой е подарил икона с надпис „Дарявам икона, носеща името на великомъченик Атанас“. Храмът също носи неговото име. Цялата църковна литература е на гръцки език поради това, че Атанас е гръкоман. Песнопенията също са на гръцки език. Селото изпраща учителя Андрей Радославов в Бачковския манастир да преведе основните книги на български език и на Великден учителят обявява, че от този ден в църквата ще се чете на български език. Това е победа на екзархията над патриаршията.
- Главния вход на църквата Свети Атанас
- Стенописи от църквата
- Стенописи от западната страна на църквата
- Стенопис с надпис от дарителят – Атанас Калмуков
- Иконостасът в църквата
- Вътрешността на църквата
- Надгробни плочи от Балканската война
- църквата Свети Атанас

### Развитие на село Бойково, като курорт
През 1905 година Недко Каблешков посещава село Бойково. По това време Бойково е бедно въглищарско селище. Tой купува място в края на селото и през 1908 година построява първата вила, наречена „Почивка“. С този акт Каблешков полага основите на курорт Бойково. Чрез настоятелни писма до разсадника в Белово, той успява да се снабди с 4000 броя борови фиданки за залесяване. Tой лично залесява 60 декара борова гора в землището на селото, на закупената земя и създава парк „Здраве“, като собствеността му никога не е била ограждана и не е възпрепятствано ползването ѝ.
През 1928 г. Недко Каблешков дарява 2000 лева за изграждане на водоснабдяване. По-късно е довършен и пътят до селото от трудови войски. През същата година се съобщава, че в Бойково са почивали 82 пловдивски семейства, общо 608 души.
На 25 август 1929 година е поставен основният камък на детската лятна колония/зимно горско училище – „Майчина грижа“, като идеята за него е на Недко Каблешков, финансирането от държавата, а мястото е дарено от Иван Димитров. Така се поставя началото на първата детско-юношеска колония в село Бойково.
Недко Каблешков подарява по един декар от своята земя на дружеството на провинциалните журналисти, на адвокатите и съдиите, на българското инженерно-архитектурно дружество, на съюза на общинските служители, с цел построяване на почивни бази.
През 1948 година Недко Каблешков дарява цялата си собственост в Бойково на община Пловдив. Днес вила „Почивка“ и околностите продължават да са собственост на община Пловдив и са предоставени за почивна база на математическата гимназия в град Пловдив.
През 2006 е построен първият хотел в селото.

## Население
Численост на населението според преброяванията през годините:
| \| Година на преброяване \| Численост \| \| --------------------- \| --------- \| \| 1934 \| 790 \| \| 1946 \| 785 \| \| 1956 \| 640 \| \| 1965 \| 475 \| \| 1975 \| 316 \| \| 1985 \| 115 \| \| 1992 \| 129 \| \| 2001 \| 149 \| \| 2011 \| 100 \| \| 2021 \| 131 \| |           |
| Година на преброяване | Численост |
| 1934 | 790       |
| 1946 | 785       |
| 1956 | 640       |
| 1965 | 475       |
| 1975 | 316       |
| 1985 | 115       |
| 1992 | 129       |
| 2001 | 149       |
| 2011 | 100       |
| 2021 | 131       |

### Етнически състав
Преброяване на населението през 2011 г.
Численост и дял на етническите групи според преброяването на населението през 2011 г.:
|                     | Численост | Дял (в %) |
| Общо                | 100       | 100.00    |
| Българи             | 86        | 86.00     |
| Турци               | 0         | 0.00      |
| Цигани              | 0         | 0.00      |
| Други               | 0         | 0.00      |
| Не се самоопределят | 0         | 0.00      |
| Неотговорили        | 14        | 14.00     |

## Наука и образование
През 1935 година Васил Аврамов, момчиловският учител, поставя началото на просветителската дейност в село Бойково, като започва изграждането на църква и училище, намиращо се на мястото на настоящото кметство. Един от първите ученици на Васил Аврамов – Андрей Радославов е от основните преподаватели в селското училище. По време на Априлското въстание, училището е основно място за подготовка за борба срещу османското владичество, като лично Захари Стоянов поставя основата на революционно ядро. В периода 1950 – 1958 година, през училището преминават 190 деца. Учебният процес се е извършвал в смесени паралелки, включващи деца от 7-годишна възраст, до младежи на 13 – 14 години.
През 1977 г., училището преустановява работа, поради липсата на ученици. Оттогава в сградата се помещава и кметството на селото.
В двора на църквата Свети Атанас, село Бойково, е разположена метеорологична станция Бойково, на надморска височина 1108 метра, собственост на БАН Национален институт по метеорология и хидрология.

## Култура

### Храмове
В землището на село Бойково са разположени 13 параклиса. Местата, на които те са разположени са стари светилища, които са запазени до днес. Обновяването им е постигнато основно с дарения от жители, с помощта на църковното настоятелство към църквата Свети Атанас. Списък на всички параклиси около село Бойково:
- параклис Свети Илия
- параклис Свети Спас
- параклис Свети Врачове
- параклис София, Вяра, Надежда и Любов
- параклис Свети Никола
- параклис Свети Тодор
- параклис Свети Георги, Света Неделя
- параклис Света Петка
- параклис Свети Петър
- параклис Свети Дух
- параклис Свети Архангел Михаил
- параклис Света Богородица
- параклис Покров Богородичен и Свети Мина

### Паметници и значими местности
Значим археологически паметник е Линът – светилище за жертвоприношения. Подобно светилище има само на едно друго място – в село Петра, Лозенградско, Турция. Намира се на около 1350 метра надморска височина. Археологическият музей в град Пловдив има друга версия – че това е винарна от времето на бог Дионисий, превърната в светилище за жертвоприношения.
„Еничарска ливада“ е мястото, където по времето на османската власт е издължаван кръвният данък.
Мъртвите скали са скали разположени на около 200 – 300 метра от връх Крив камък. Разкриват цялостна панорама към село Бойково. Легенда разказва, че по времето на османската власт, под тези скали са се скрили българи, преследвани от поробителите.
На централния площад е разположена чешма в памет на жертвите, загинали по време на Балканската война.
На сградата на кметство Бойково има паметна плоча на „загиналите за свободата на родината, бойковци“.
На първата вила, построена от Недко Каблешков, е поставена паметна плоча за делото му – създаване и развиване на село Бойково, като курортно селище.
В близост до сградата на кметство Бойково е разположена и паметна плоча, упоменаваща мястото на създаване на партийната организация в селото.

### Музей
В читалище „Здравец“ е разположен единственият музей в община Родопи, за историята на селото и традиционните бит и култура.

### Сдружение Бойково
На 26.06.2021 г. е проведено учредително събрание за създаване на сдружение Архив на оригинала от 2023-03-20 в Wayback Machine. с нестопанска цел с общественополезна дейност по смисъла на Закона за юридическите лица с нестопанска цел с наименование „БОЙКОВО". Същото е регистрирано на 23.07.2021 г. в Търговски регистър и регистър на ЮЛНЦ с ЕИК 206595418 и развива дейност и към настоящия момент.

## Спортна база и популярни спортове
През периода 1945 – 1989 г. в селото има футболен отбор. През 1989 година съществуването му е преустановено. В подробния устройствен план на село Бойково е залегнало място за изграждане на мултифункционална спортна база със седящи места.

## Транспорт

### Автомобилен транспорт
Селото се намира на третокласния път 862 от Републиканската пътна мрежа (Пловдив – Първенец – Лилково – Михалково).

### Автобусен транспорт
Има осигурен автобусен транспорт, заложен в областната транспортна схема на град Пловдив. Превозите се извършват от автогара Родопи, град Пловдив, от фирма Хеброс Бус.

## Редовни събития
Ежегодно, на 15 август, се провежда храмовият празник на манастира „Света Богородица“, който съвпада с празника на селото и църковния празник Голяма Богородица. Прави се курбан за здраве. Ежегодно там се събират около 200 – 250 души от всички възрастови групи, от Бойково и от близките Ситово, Бяла Черква, Равнища, Дедево. В село Бойково на 15 август се провежда събор, в който участва жива музика.
По време на Неделята на Страшния съд, Месопустна, Месни Заговезни, в селото се провежда кукерски събор.

## Други
От село Бойково започват туристическите маршрути по стария турски път за селището Горен и Долен Плочник, за местността Тъмръш, реката и местността „Средня“, за водохващането през местността „Падала“, ситовските ливади и село Ситово, хижа „Персенк“ и „Чудните мостове“. Съществува и маршрут до местността „Равнища“ и село Дедево, а от там за Бяла Черква.
- Стар турски път
- Скали в близост до селото
- Руини от крепостта свети Дух
- Горски пейзаж

## Личности
- Недко Каблешков – основоположник на идеята за курорт в Бойково
- Монсеньор Ронкали, папски нунций в България/1925 – 1935 г./, бъдещият папа-реформатор Йоан ХIII обявен за светец през 2014 г., през 1926 г. посещава Бойково като гост на Недко Каблешков.

## Галерия
- Купол на църквата Свети Атанас
- Стенопис от църквата Свети Атанас
- Стенопис от църквата Свети Атанас
- Стенопис от църквата Свети Атанас
- Стенопис от църквата Свети Атанас
- Вътрешността на църквата Свети Атанас
- Църквата Свети Атанас
- Паметна плоча поставена на кметство Бойково
- Паметна плоча
- Двойният параклис Покров Богородичен и Свети Мина
- Двойният параклис Покров Богородичен и Свети Мина
- Параклис Свети Дух
- Параклис Свети Петър
- Параклис Свети Петър
- Параклис Свети Врачове
- Параклис София, Вяра, Надежда и Любов
- Параклис Свети Илия
- Изглед от Мъртвите скали към Бойково